# Cuscuta stenolepis
Cuscuta stenolepis är en vindeväxtart som beskrevs av Georg George Engelmann. Cuscuta stenolepis ingår i släktet snärjor, och familjen vindeväxter. Inga underarter finns listade i Catalogue of Life.